# Château de Beaulon (Beaulon)
Pour les articles homonymes, voir Château de Beaulon (homonymie).
Le château de Beaulon est un édifice situé à Beaulon, en France.

## Localisation
Le château est situé sur le territoire de la commune de Beaulon, dans le département de l'Allier, en région Auvergne-Rhône-Alpes.

## Description
Il est formé d’un corps de logis aux extrémités duquel font retour deux ailes symétriques.
À chacun des angles du quadrilatère s'élève une tour cylindrique coiffée d'une poivrière. À l'intérieur, le salon et la salle-à-manger conservent des boiseries du début du XIXe siècle,.

## Historique
Le château est caractéristique de l'époque Restauration, mêlant un parti architectural du style Renaissance et des façades de style Louis XVI. 
L'édifice est inscrit partiellement (facades et toitures) au titre des monuments historiques par arrêté du 5 juin 1972.